# Olga Knipper
Olga Leonardovna Knipper-Chekhova (Ольга Леонардовна Книппер-Чехов, em russo; Glazov, 9 de setembro de 1868 - Moscou, 22 de março de 1959) foi uma atriz russa.
Knipper fazia parte do Teatro de Arte de Moscou e ao conhecer e encenar algumas peças de Anton Tchekhov, casou-se com o dramaturgo em 1901.

## Biografia
Olga Leonardovna Knipper nasceu em Glazov dos pais Leonard Knipper e Anna (nascida Ivanovna). Embora os pais sejam de origem alemã, seu pai não perdeu tempo ao reivindicar a Rússia como herança familiar. Em torno da época do nascimento de Olga, seu pai, Leonard, era responsável por uma fábrica em uma pequena cidade a nordeste da Rússia Europeia chamada Glazov. Dois anos após o nascimento de Olga, sua família mudou-se para Moscou, onde se acostumaram a um estilo de vida de classe média alta. Crescendo entre os dois irmãos, Konstantin e Vladimir, Olga foi mimada extensivamente. Ela frequentava uma escola privada para meninas, era fluente em francês, alemão e inglês, e fazia aulas de música e canto após rigorosos dias na escola.

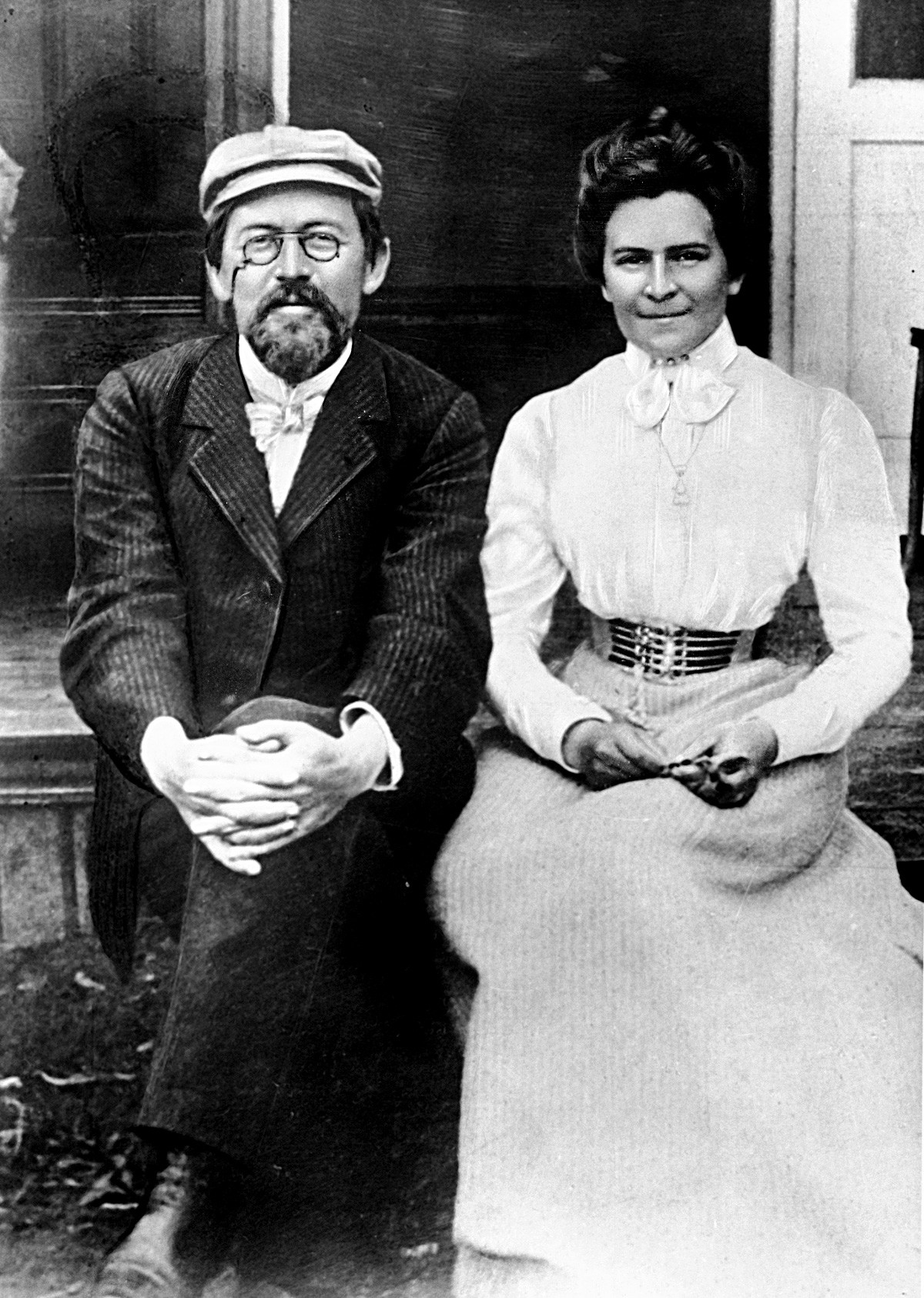
Olga e Tchekhov em 1901

Em 25 de maio de 1901, casou-se em segredo com o dramaturgo Anton Tchekhov. O casamento, porém, chegou ao fim quando Anton morreu de tuberculose em 1904.

## Ligação externa
- Olga Knipper-Chekhova no IMDb